# Tétouan
Tétouan (Tamazight: ⵜⵉⵟⵟⴰⵡⵉⵏ Tittawin, Arabisch: تطوان) is de hoofdstad van de gelijknamige provincie Tétouan in het noorden van Marokko en het culturele centrum van de regio Tanger-Tétouan-Al Hoceïma. Tétouan heeft zo’n 420.000 inwoners (2024).
De stad ligt ongeveer 60 kilometer ten oosten van de stad Tanger en ook niet ver van Ceuta en de Straat van Gibraltar. De stad bevindt zich in Noord-West Marokko.

## Bevolking
De oorspronkelijke bewoners van Tetouan vormen tegenwoordig de minderheid van circa 25%. De oorspronkelijke bewoners, de 'Tetouaniën' (>Fr.,klemtoon op de laatste lettergreep) genoemd, stammen af van de Andalusiërs die de stad in 1483 hebben gesticht en de eeuwen daarna in grote aantallen vanuit de omgeving Granada naar Marokko vluchtten. De Andalusiërs waren tot aan de jaren 60 van de twintigste eeuw de grootste bevolkingsgroep en woonden voornamelijk in de oude medina. De Tetouaniën spreken Arabisch met een specifiek accent dat lijkt op het Arabisch in Tanger en Chefchaouen, maar ook veel gemeen heeft met het Arabisch in Rabat en Fes.
Vanaf de jaren 60 en 70 van de twintigste eeuw trokken steeds meer mensen naar de stad vanuit het platteland. Daardoor bestaat Tetouan tegenwoordig grotendeels uit Jebala. De Jebala bestaan uit meer dan 30 stammen verspreid over het Noord-Westen van Marokko en bestaan uit een mix van Arabieren, Andalusiërs en Ghomarra. De grootste Jebala stammen in Tetouan zijn de Beni Hassan en Beni Haoz. De Jebala hebben altijd al deel uitgemaakt van de bevolking van Tetouan, maar vormen sinds de jaren 70 van de twintigste eeuw de meerderheid. Het Arabisch in Tetouan is daardoor sterk beïnvloed door het Arabisch van de Jebala.

## Geschiedenis
De stad kent haar oorsprong in de stichting van het nabij gelegen Tamuda in de 3e eeuw voor Christus door de Mauretaniërs. Onder de Romeinen zou het zich ontwikkelen tot een van de belangrijkere steden van Romeins Marokko.
De exacte datum van de stichting van Tétouan is niet duidelijk. De naam wordt niet genoemd in vroege Arabische bronnen met betrekking tot de islamitische verovering van Marokko. Toen de Arabieren in dit gebied aankwamen, werd het vanuit Ceuta geregeerd door een onderdaan van de Visigoten, Julian. De bronnen melden dat de regio bevolkt werd door Arabische stammen. De stad wordt voor het eerst genoemd in teksten uit de 9e eeuw, als het Marokkaanse rijk van de Idrisiden wordt opgesplitst en verdeeld onder de kinderen van Idris II. Bekend is dat zijn zoon Al-Kasim dan heerste over Ceuta, Kasr Masmuda (Ksar es-Seghir), Hajar Al-Nasr en Tétouan, met als hoofdstad Tanger. Tétouan moet in deze periode niet meer dan een dorp zijn geweest.
In 953 deed de Fatimiden generaal Djawdhar een poging om de stad in te nemen, wat mislukte. Onder leiding van de generaal Bullughin ibn Ziri kwamen de Fatimiden in 979 tot aan de bergen buiten Tétouan, maar besloten om het niet aan te vallen. In de 11e eeuw omschreef Al-Bakri Tétouan als de hoofdstad van de Banu Sikkin, een substam van de Masmuda. Tetouan was inmiddels uitgegroeid tot een klein stadje, met een oude citadel en een moskee met minaret. In de 12e eeuw speelt Tétouan een rol in de oorlogen tussen de Almoraviden en de Almohaden: de Almoraviden gebruikten Tétouan als kamp voor hun veldtochten door het Rifgebergte. 
De werkelijke stichting van de stad Tétouan vond plaats in 1305 door de Meriniden sultan Abou Tabit, die dan begint aan een grootschalig bouwproject in de stad. Zijn vader Abu Yusuf Yaqub had er in 1286 al een belangrijke militaire versterking laten bouwen. Deze was bedoeld als uitvalbasis naar Ceuta, dat kort daarvoor bezet was door Uthman ibn Idris, een door de Nasriden van Spanje gesteunde troonpretendent. In 1350 kwam de stad in handen van een rebels lid van het Meriniden huis. In 1399 werd de stad, die een toevluchtsoord voor piraten was geworden, door de Spanjaarden geplunderd onder leiding van de Castiliaanse koning Hendrik III.
Vanaf 1483 werd de stad echter weer opgebouwd door Moren die vanwege de inquisitie uit Granada waren gevlucht. Volgens de historicus Skirej, was het in 1483 dat 80 Andalusiërs zich in de stad vestigden en begonnen met de bouw van woningen. Die Andalusiërs werden echter aangevallen door leden van de Beni Hozmar stam (die nog steeds het gebied rondom Tétouan bevolkt), waarna zij een beroep deden op de Wattasiden sultan. Deze stuurde vervolgens 80 soldaten om de Andalusiërs te beschermen tegen de aanvallen. De sultan doneerde ook een geldbedrag van 40.000 mithqal ten behoeve van de herbouw. In 1501 en 1502 zag de stad meer vluchtelingen uit Spanje komen. De Andalusiërs stonden onder leiding van Abu Hassan al-Mandari, onder wiens leiderschap de Spaanse moslims (vergezeld door stammen uit het Rif) de Portugese bezittingen van Tanger, Ksar el-Seghir en Larache begonnen aan te vallen. Tussen 1515 en 1542 stond de stad onder de leiding van Sayyida al Hurra.
Dit was voor koning Filips II van Spanje aanleiding om in 1565 de haven van Tétouan te verwoesten. Gedurende deze periode was de stad semi-onafhankelijk van de sultans der Wattasiden, met de Andalusiër Abu Hassan al-Mandari als bestuurder. Met de dood van al-Mandari ging de stad een turbulente periode in, gekenmerkt door de drang naar autonomie van de inwoners en pogingen van de Saadi-sultans om hun wil op te leggen aan de inwoners.
Eind 17e eeuw werd hun macht echter definitief gebroken door sultan Moulay Ismael, waarna het bestuur van de stad in handen kwam van een familie uit Tanger. Hoewel de stedelingen de dominantie van Tanger in eerste instantie hevig bevochten, lukte het de gouverneur (of basha) van Tanger om de stad in 1713 definitief in handen te krijgen. Onder zijn bewind vonden een groot aantal bouwprojecten plaats, waaronder de Al Basha-moskee (de oudste nog staande in Tétouan) en een aantal weelderige paleizen, waarvan de bekendste het Mechouar paleis is. Met zijn dood in 1743 keerde de onrust terug.
In 1790 vond er een pogrom plaats in de stad, gestart door Sultan Yazid. De joodse wijk werd geplunderd en veel vrouwen verkracht.
In 1913 werd Tétouan de hoofdstad van Spaans-Marokko, het door Spanje gekolonialiseerde deel van Marokko, en bleef dit tot 1956. De stad Tétouan werd heroverd in 1921 en in 1927 werd ze door Spanje bezet tot 1956. Veel mensen spreken hier nog Spaans. Sinds de onafhankelijkheid (1956) is Tétouan het bestuurscentrum van de gelijknamige provincie.
In 1972 vond een aanslag plaats op het leven van toenmalig koning Hassan II in het luchtruim boven Tétouan. Het vliegtuig van de koning werd door twee van de hem begeleidende vliegtuigen van de Marokkaanse luchtmacht beschoten. Deze staatsgreep, waarbij straaljagers van de Koninklijke Marokkaanse luchtmacht het vuur openden op het vliegtuig van de koning toen hij op weg terug was naar Rabat, vond plaats op bevel van generaal Mohamed Oufkir, in die tijd de rechterhand van de koning. De Marokkaanse media repten hier met geen woord over, waardoor Marokko afstemde op de Algerijnse radio. Pas na drie dagen toonde het journaal van de Marokkaanse televisie beelden van de aankomst van de zojuist beschoten Hassan II op het vliegveld van Rabat, die als een robot langs de zijn handen kussende officials liep.
De koning overleefde de aanslag destijds door zich via radiocontact met de hem beschietende vliegtuigen voor te doen als ´de boordwerktuigkundige´. Hij vertelde met verdraaide stem aan de piloten dat de koning dood zou zijn, en of ze de rest ´alsjeblieft wilden laten leven´. Waarna de beschieting stopte.
De provincie Tétouan heeft ruim 370.000 duizend inwoners, en ligt in de Jebel, de westelijke uitloper van het Rifgebergte, aan de voet van de berg Darsa. De bevolking spreekt het zogenaamde niet-Hilali, of niet-bedoeine, dialect van het Darija (het Marokkaans-Arabisch) maar kenmerkt zichzelf door een accent dat typerend is voor Noord-Marokko (Tanger, Chefchaouen, Asilah en Larache). Zo wordt er met een rollende R gesproken en wordt de letter K (diepe K vanuit de keel) dikwijls ingeslikt. Veel mensen hebben er een Andalusische achtergrond. Er zijn nog steeds Tetouani families die Spaanse achternamen dragen. Dit zijn families die afstammen van de Moriscos, moslims die in 1609 door de Spanjaarden uit Spanje werden gezet richting Marokko. Ook wonen er ook nog talrijke families van Algerijnse origine, die zich in 1830 hebben gevestigd uit Oran. De meerderheid van Tétouan bestaat uit Jabala (of Jbala), bewoners van het westelijke Rifgebergte. Deze mensen stammen af van de stammen die rond Tetouan wonen, bijvoorbeeld Bni Aross, Ahl Sherif, Anjra, Bni Hozmar en Bni Akhmass. Tétouan wordt hierdoor ook gezien als de hoofdstad van de Jabala.
Tussen Ceuta en Tétouan liggen enkele van de mooiste stranden van de Marokkaanse Middellandse Zeekust. Aan de zandstranden van Cabo-Negro, M'diq (Rinkon), Restinga Smir, Kasr Ramil, Marina Smir, Marina Beach, Kabilla, Al Amin en Almina staan zowel luxehotels als bungalowparken. Onder het bewind van de sinds 1999 aangetreden koning Mohammed VI (in de volksmond ook wel M6 genoemd) zijn er grote investeringen gedaan in Tétouan, dat een geliefd vakantieoord is voor de koning en zijn familie. De infrastructuur is aanzienlijk verbeterd. Het straatbeeld in de zomermaanden (juli en augustus) verschilt aanzienlijk met hoe de stad er de rest van het jaar bijligt. In de zomer wordt Tétouan overspoeld door vakantiegangers uit Europa (Marokkaanse emigranten en hun kinderen en kleinkinderen) en door vakantiegangers uit Marokko zelf vanuit andere steden als Casablanca, Rabat en Fez. Wanneer de vakantiegangers weer zijn weggetrokken en de huizen weer leeg worden achtergelaten is Tétouan eigenlijk op zijn mooist. Schoon, rustig en groen.
De plaatselijke voetbalclub Moghreb Athletic Tétouan (MAT) doet het sinds een paar jaar goed in de Marokkaanse competitie, in elk geval aanzienlijk beter dan de andere Noord-Marokkaanse voetbalclubs. Tijdens de periode van het Spaanse protectoraat in het noorden van Marokko won Atlético Tetouán in 1950 de zuidelijke groep van de Segunda División en promoveerde daardoor naar de Primera División, de hoogste Spaanse divisie. Het seizoen 1950/1951 was het enige jaar op het hoogste niveau. Ook speelden er anno 2007 vier Nederlandse Marokkanen. Te weten Bilal El Yacoubi (ex-Ajax, -NAC Breda en -PSV), Bilal Chedidi (ex-FC Omniworld), Jamal Akachar (ex-Ajax en -Cambuur) en Jamal Dibi (ex-AZ, -Haarlem, -Telstar en -FC Omniworld).

## Bezienswaardigheden
- Medina

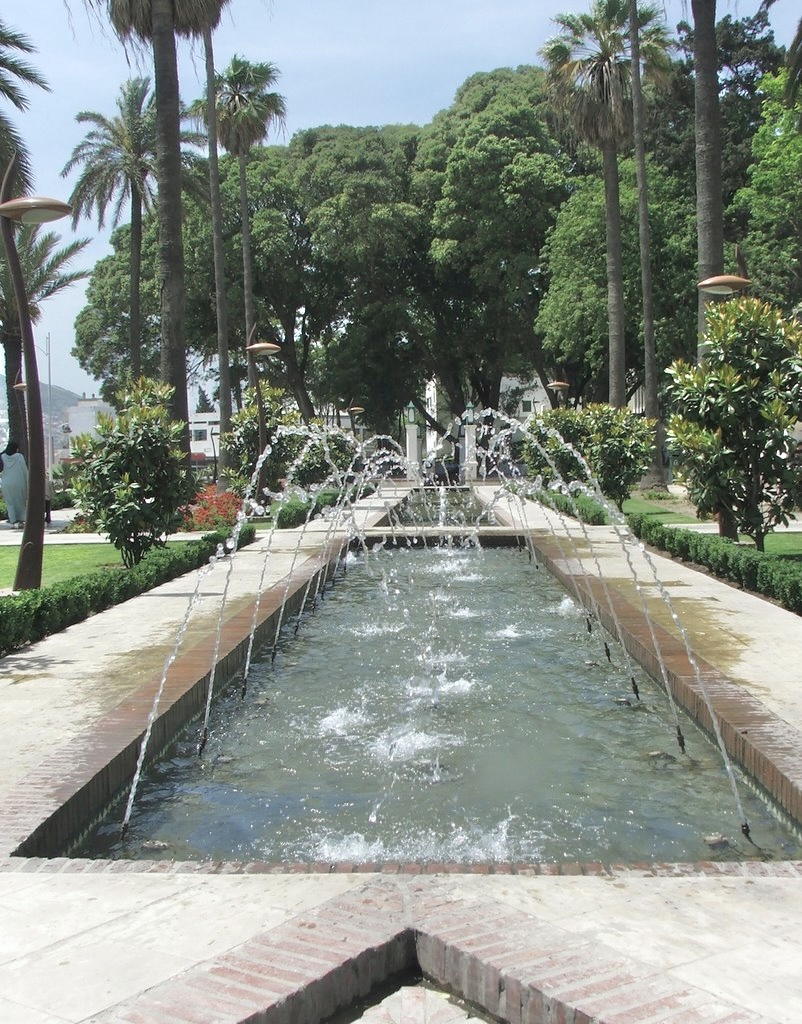
Jardines de Cagigas

  - De medina (oude stad) van Tétouan staat op de Werelderfgoedlijst van de UNESCO. De binnenstad is zeer karakteristiek en traditioneel. Men vindt hier bijvoorbeeld veel oude witte huizen, enkel laagbouw (zie foto). Overal in de stad ziet men mensen die oude ambachten beoefenen, zoals wevers, juweliers en leerbewerkers. Toeristen probeert men hier ook vaak tapijten te verkopen. Verder lopen er veel dieren rond in de medina.
- Kasba
- Moskeeën
- Musea in de oude medina
- Stranden
- Bergen

## Sport
Moghreb Athletic Tétouan is de belangrijkste voetbalclub van Tétouan en tweevoudig landskampioen. De club is opgericht toen Tétouan hoofdstad was van Spaans-Marokko. De club heette destijds dan ook Atlético Tetuán. Het speelde in het seizoen 1951/1952 zelfs eenmalig in de hoogste Spaanse betaaldvoetbalafdeling, maar eindigde als laatste.

## Wetenswaardigheid
- Johan Willem Ripperda, een Nederlandse "avonturier" uit de 18e eeuw, overleed in Tétouan in 1737.
- Tetouan wordt ook wel Bint Gharnata (de dochter van Granada) of el Hamama el Baida (witte duif) genoemd.

## Geboren
- Alami Ahannach (1969), voormalig voetballer, voetbaltrainer
- Omar Ahaddaf (1970), Marokkaans-Nederlands stand-upcomedian
- Mustafa Stitou (1974), Marokkaans-Nederlands dichter
- Mohammed Azaay (1976), Marokkaans-Nederlands acteur
- Mouhssin Chehibi (1978), middellangeafstandsloper
- Zouhair Feddal (1989), voetballer
- Adel Mechaal (1990), Marokkaans-Spaans atleet
- Oussama Tannane (1994), Nederlands-Marokkaans voetballer